# کارلسبورگ (مکلنبورگ-فورپومرن)
کارلسبورگ (به آلمانی: Karlsburg) یک شهر در آلمان است که در فرپومرن-گرایفسوالد واقع شده‌است. کارلسبورگ ۱٬۲۶۳ نفر جمعیت دارد.